# ZNF428
ZNF428 (англ. Zinc finger protein 428) – білок, який кодується однойменним геном, розташованим у людей на довгому плечі 19-ї хромосоми. Довжина поліпептидного ланцюга білка становить 188 амінокислот, а молекулярна маса — 20 481.
| 10         |  | 20         |  | 30         |  | 40         |  | 50         |
| ---------- |  | ---------- |  | ---------- |  | ---------- |  | ---------- |
| MTETREPAET |  | GGYASLEEDD |  | EDLSPGPEHS |  | SDSEYTLSEP |  | DSEEEEDEEE |
| EEEETTDDPE |  | YDPGYKVKQR |  | LGGGRGGPSR |  | RAPRAAQPPA |  | QPCQLCGRSP |
| LGEAPPGTPP |  | CRLCCPATAP |  | QEAPAPEGRA |  | LGEEEEEPPR |  | AGEGRPAGRE |
| EEEEEEEEGT |  | YHCTECEDSF |  | DNLGELHGHF |  | MLHARGEV   |  |            |

A: Аланін

C: Цистеїн

D: Аспарагінова кислота

E: Глутамінова кислота

F: Фенілаланін

G: Гліцин

H: Гістидин

K: Лізин

L: Лейцин

M: Метіонін

N: Аспарагін

P: Пролін

Q: Глутамін

R: Аргінін

S: Серин

T: Треонін

V: Валін

Кодований геном білок за функцією належить до фосфопротеїнів. 
Білок має сайт для зв'язування з іонами металів, іоном цинку. 